# فابیان کانچلارا
فابیان کانچلارا (اسپانیایی: Fabian Cancellara‎؛ زادهٔ ۱۸ مارس ۱۹۸۱) یک دوچرخه‌سوار اهل سوئیس است.
وی در مسابقات کشوری و بین‌المللی در مجموع برنده ۶ مدال طلا، ۱ مدال نقره، ۳ مدال برنز شده‌است.